# 李寿福
李 寿福（イ・スボク、朝鮮語: 이수복、1924年 - 1986年4月9日）は、大韓民国の詩人。

## 生涯
全羅南道咸平郡出身。ソウル大学校予科、朝鮮大学校講師を経て、1965年に朝鮮大学校国語国文学科卒。
1954年、『文芸』に『椿の花』を発表し文壇に登場した。1955年、『蟋蟀』、『春雨』を現代文学に推薦した。
1957年には第3回現代文学新人文学賞を受賞した。他に光州スピア女子高校、順天高校、全南高校などの高校で教員を務めた。
1986年、昇州郡の舟岩高等学校で授業を行なった途中に殉職した。64歳没。